# کام لی
کام لی (انگلیسی: Kam Lee؛ زادهٔ ۳۱ اکتبر ۱۹۶۶) یک موسیقی‌دان اهل ایالات متحده آمریکا است.